# 1976年冬季残疾人奥林匹克运动会芬兰代表团
1976年冬季残疾人奥林匹克运动会芬兰代表团是芬兰派出的1976年冬季残疾人奥林匹克运动会代表团。获得8枚金牌、7枚银牌和7枚铜牌。